# Асоціація спортивних журналістів України
Асоціа́ція спорти́вних журналі́стів Украї́ни (АСЖУ) — професійна громадська організація, що захищає законні творчі, соціальні, економічні, вікові, національно-культурні, спортивні та інші інтереси своїх членів як в Україні, так і в інших країнах, а також сприяє розвиткові фізкультури й спорту.

## Історія
Асоціація спортивних журналістів України (АСЖУ) створена на з'їзді спортивних журналістів України 26 червня 1999 року. До неї ввійшли представники газет і журналів, інформаційних агентств, телебачення й радіо, інтернет-видань, фотожурналісти, співробітники пресслужб спортивних клубів. АСЖУ — правонаступниця Федерації спортивних журналістів України, створеної 1991 року. За радянських часів спортивні журналісти України були також членами Федерації спортивної преси СРСР.
З кінця 2001 року АСЖУ як колективний член входить до Національного олімпійського комітету України, з 2016-го — колективний член Федерації футболу України (нині Українська асоціація футболу).

## Структура
АСЖУ має регіональні організації в усіх областях України та в Автономній Республіці Крим. Мета асоціації — захищати законні творчі, соціальні, економічні, вікові, національно-культурні, спортивні та інші інтереси своїх членів як в Україні, так і в інших країнах, а також активно сприяти розвитку фізкультури й спорту, спортивної журналістики на всій території України.
Органи управління АСЖУ: з'їзд делегатів; правління організації; президент. Президента й правління АСЖУ з'їзд обирає на 5 років.
Від часу створення асоціації по 2020 рік її президентом був Михайло Волобуєв. З 2020 року АСЖУ очолив Олександр Гливинський.
Адреса АСЖУ: Лабораторний пров., 7-а, Будинок футболу. м. Київ. 01133.

## Конкурси
АСЖУ є засновником премій і творчих конкурсів, що визначають найкращих спортсменів, тренерів, спортивних журналістів, команди та вітчизняні видання.

## Нагороди і премії
- «Золотий фонд АСЖУ»